# كارل بريكر
كارل بريكر هو متسلق جبال تزلج ‏ سويسري، ولد في 21 ديسمبر 1923.

## وصلات خارجية
- كارل بريكر على موقع أوليمبيديا (الإنجليزية)